# Бозар
Боза́р
(фр. Le style Beaux-Arts — Стиль изящных искусств; англ. Beaux-Arts architecture). «Бозар» — искажённое произношение французского словосочетания «Изящные искусства». Под таким названием подразумевается архитектурный стиль, преподававшийся в Школе изящных искусств в Париже в 1830—1890-х годах, в период историзма и эклектики. Применяется главным образом к западноевропейской и американской архитектуре середины и второй половины XIX века. Вульгаризм, получивший распространение в основном в искусствоведении Нового Времени в США, Великобритании и других англоязычных странах.
Ближайший аналог: архитектура эклектики. Во Франции чаще используют именования «Стиль Наполеона III», «второй ампир» или «необарокко». Этот стиль характеризует архитектурные достижения эпохи Второй империи и начала Третьей республики. Он опирался на принципы французского неоклассицизма, включал элементы архитектуры эпохи итальянского Возрождения и барокко, а также апеллировал к новым материалам, таким как железо и стекло, особенно в административных и общественных зданиях.
Идеологией «стиля бозар» является историзм, в сам стиль сложился на основе классической и неоклассической архитектуры при увлечении национальным Средневековьем и неостилями XIX века (неоготика, неовизантийский стиль, необарокко).
Термином «бозар» со временем стали называть сам предмет и программу преподавания архитектуры в Школе изящных искусств, в которую принимали студентов со всей Европы, а также из Америки. Таким образом, в период с 1895 по 1914 год Школу изящных искусств окончили 102 американских студента, несмотря на установленный в 1900 году номер закона, который разрешал присутствие только 30 иностранных студентов на каждые 90 французских студентов в классе.

## История и методика
Идеологией «стиля бозар» является историзм, в сам стиль сложился на основе классической и неоклассической архитектуры при увлечением национальным Средневековьем и неостилями XIX века (неоготика, неовизантийский стиль, необарокко) в соединении с традициями искусства итальянского Возрождения и барокко. Стилевой основой академического «бозара» в Школе изящных искусств стали традиции.
«Стиль изящных искусств» развивался из французского классицизма стиля Людовика XIV, а затем французского неоклассицизма, начавшегося со стиля Людовика XVI. Французские архитектурные стили до Французской революции регулировались Королевской академией архитектуры (1671—1793). Академия проводила конкурс на Гран-при Рима по архитектуре, который предлагал победителям возможность изучать классическую архитектуру античности в Риме.
Академический неоклассицизм старого режима был оспорен четырьмя выпускниками Школы изящных искусств, архитекторами: Жозефом-Луи Дюком, Феликсом Дюбаном, Анри Лабрустом и Леоном Водуайе, которые также стажировались во Французской академии в Риме в конце 1820-х годов. Они хотели отойти от строгой формальности старого стиля, представив новые образцы национальной архитектуры Средневековья и эпохи Возрождения. Их целью было создание подлинно национального стиля на основе французской традиции. Их работе способствовало создание в 1837 году Комиссии по историческим памятникам (Commission des Monuments Historiques) во главе с писателем и историком Проспером Мериме, а также большой интерес к Средневековью, вызванный публикацией в 1831 году романа Виктора Гюго «Горбун из Нотр-Дама». Их основное намерение заключалось в том, чтобы «запечатлеть в нашей архитектуре подлинно национальный характер».
Стиль, называемый как на французском, так и на английском языке «Beaux-Arts», достиг апогея своего развития во времена Второй империи (1852—1870) и последовавшей за ней Третьей республики. Программа и методика обучения, которая породила архитектуру «Beaux-Arts», осуществлялись без серьёзных перерывов до 1968 года.
Стиль «Beaux-Arts» оказал значительное влияние на архитектуру Соединённых Штатов Америки в период с 1880 по 1920 год. Напротив, многие европейские архитекторы периода 1860—1914 годов за пределами Франции отошли от Бозара и обратились к собственным национальным академическим центрам. Американские архитекторы поколения «Beaux-Arts» часто возвращались к древнегреческим моделям, «которые имели сильную локальную историю в американском греческом возрождении начала XIX века».

## Внешние характеристики
Для архитектуры «бозар» типично обилие архитектурных деталей: балюстрад, статуй, колонн, гирлянд, пилястр между дверными и оконными проёмами, большие лестницы или ступени, огромные арки и купола, а также богатая полихромия фасадов. В целом подобные здания производят массивное, монументальное впечатление.
Основные принципы подобной эстетики были установлены во время правления Наполеона III во время пристроек к дворцу Лувра новых корпусов архитекторами Луи Висконти и Эктором-Мартеном Лефюэлем (1857—1861). Оба обучались в Парижской школе изящных искусств и были лауреатами Римской премии. Тот факт, что здания, построенные за предыдущие три столетия, пришлось расширять без явных нарушений планов и объёмов дал толчок модному эклектизму, который был популяризирован через стиль барона Османа и последующие разработки, а также в массовом жилом строительстве конца XIX века.
Архитектура зданий железнодорожных вокзалов второй половины XIX века продолжила эту эволюцию, которая привела к появлению ещё более смелых творений, таких как Гран-Пале или мост Александра III в Париже, символизирующий эклектизм конца века.

## Здания и сооружения в Париже
Стиль бозар наиболее ярко проявился в архитектуре общественных зданий, для которых характерны большой (колоссальный) ордер (в высоту двух или более этажей), сдвоенные колонны, декоративные скульптуры и рельефы. Среди известных произведений этого стиля: базилика Св. Мартина в Туре (1897—1904, архитектора Виктора Лалу), Центральный вокзал Нью-Йорка (1903—1913), главные павильоны Всемирных выставок в Чикаго (1893) и Париже (1900).
Подлинным манифестом стиля стали Опера Гарнье и прочие постройки выпускника Школы изящных искусств архитектора Шарля Гарнье в период Второй империи. К другим сооружениям эпохи бозар в Париже следует отнести Здание вокзала, позднее музея д’Орсе, Большой и Малый дворцы (Гран-Пале и Пти-Пале), Мост Александра III, Дворец Шайо.
Для этих построек характерны строгая симметрия, иерархия благородных (входы, лестницы) и утилитарных пространств, использование элементов из французской и итальянской архитектурной истории. Архитекторам бозар нравилось добавлять своим постройкам помпезности — скульптуры, лепнина, барельефы, картуши, а также мозаичные и полихромные вставки (как правило, имитирующие позолоту). В отличие от чистого неоренессанса и необарокко, бозар свободно варьирует элементы обоих направлений.

## Бозар в США и Великобритании
Диплом Школы изящных искусств считался залогом блестящей карьеры архитектора не только во Франции, но и в США. Выпускники этого учебного заведения сделали в 1885—1920 годах бозар доминирующим архитектурным стилем Америки. Американская разновидность бозара отличается от французской. В XIX веке к этому стилю в США относили громоздкие многоэтажные общественные сооружения с характерными французскими деталями и башенками — ратуши, гостиницы, офисные здания. В рамках американской градостроительной реформы начала XX века получили распространение общественные здания, тяготеющие к итальянскому ренессансу и даже неоклассицизму.
В Великобритании бозар получил распространение в эдвардианский период благодаря автору лондонского отеля «Ритц» Артуру Дж. Дэвису, получившему образование в Школе.

## Галерея
- Гран-Пале. Центральный ризалит. Париж. 1900. Архитекторы Ш. Жиро, А. Деглан, А. Луве, А. Тома
- Пти-Пале (Малый дворец). Центральный ризалит. Париж. 1902. Архитектор Ш. Жиро
- Мост Александра III. Париж. 1900. Инженер Ж. Казьен-Бернар
- Опера Гарнье. Главный фасад. Париж. 1861—1875. Архитектор Шарль Гарнье
- Парадная лестница
- Большое фойе здания Гран-Опера (Оперы Гарнье)
- Атенеум. Бухарест, Румыния. 1888. Архитектор А. Галлерон
- Здание Северного вокзала. Париж. 1867. Архитектор Ж. И. Гитторф
- Оперный театр Колон. Буэнос-Айрес, Аргентина. 1857. Архитектор Л. Пьеротти
- Вторая сайентистская церковь Христа, Нью-Йорк, США. 1899—1901
- Фасад Музейного корпуса Центрального училища технического рисования барона Штиглица. 1876. Архитектор М. Е. Месмахер. 1885—1896. Санкт-Петербург
- Дворец изящных искусств. Мехико. 1904 по 1934. Архитектор А. Баори
- Здание Культурного центра. Аргентина
- Дворец земледельцев. Казань. 2008—2010. Архитектор Л. Горник